# Cantone di Chabanais
Il Cantone di Chabanais era una divisione amministrativa dell'arrondissement di Confolens.
A seguito della riforma approvata con decreto del 20 febbraio 2014, che ha avuto attuazione dopo le elezioni dipartimentali del 2015, è stato soppresso.

## Composizione
Comprendeva i comuni di:
- Chabanais
- Chabrac
- Chassenon
- Chirac
- Étagnac
- Exideuil
- La Péruse
- Pressignac
- Saint-Quentin-sur-Charente
- Saulgond
- Suris